# Cristino de Vera
Cristino de Vera Reyes (Santa Cruz de Tenerife, España, 15 de diciembre de 1931) es un pintor español, Premio Nacional de Artes Plásticas en 1998 y Premio Canarias de Bellas Artes e Interpretación en 2005.

## Biografía
Tras comenzar a estudiar arte con Daniel Vázquez Díaz por indicación de Mariano de Cossío, completó su formación artística en la Escuela de Bellas Artes de San Fernando y en el Círculo de Bellas Artes de Madrid, ciudad en la que se radicó en 1951 y, aunque jamás se desvinculó de Canarias, su presencia en el día a día artístico ha sido más bien discreta. 
Su obra está atravesada por una obsesión: la muerte. Y en torno a esta certeza se mueve todo un universo creativo que bebe de fuentes poco habituales. Toda su obra refleja una presencia importante del dibujo como andamio básico. “Místico” es un adjetivo que se le ha adjudicado con frecuencia. “Yo me siento discípulo de Cézanne, pero fue muy fuerte la impresión que me produjo la pintura de Zurbarán cuando la vi en el Prado”, ha comentado.
Su trabajo nace de la austeridad y la poesía, y se sostiene en una iconografía muy personal que siempre conduce a una reflexión espiritual, y que pasa por la muerte como único trámite cierto e inevitable. Aunque bien es cierto que De Vera tuvo una primera etapa donde cultivó el paisaje y el dibujo, y sus inquietudes parecían caminar por otros senderos. Algunos críticos sugieren una crisis personal como el golpe de timón que encauzó la trayectoria artística y personal de este pintor.
En julio de 2009 se inauguró la Fundación "Cristino de Vera" en La Laguna, Tenerife.
El 27 de septiembre de 2024 se aprueba en el Cabildo Insular de Tenerife otorgarle a Cristino de Vera, por su trayectoria vital, la mayor condecoración por parte de la institución insular: la Gran Distinción de Nivaria.